# 芦北町立計石小学校
芦北町立計石小学校（あしきたちょうりつ はかりいししょうがっこう）は、熊本県葦北郡芦北町にあった公立小学校。

## 沿革
- 1874年（明治7年） - 公立佐敷小学校計石分教場創立。
- 1887年（明治20年）- 佐敷尋常小学校計石分教場と改称。
- 1888年（明治21年） - 芦北北部高等小学校計石分教場と改称。
- 1892年（明治25年） - 計石尋常小学校となる。
- 1899年（明治32年） - 鶴木山分教場設置。
- 1941年（昭和16年） - 計石国民学校と改称。
- 1947年（昭和22年） - 佐敷町立計石小学校と改称。
- 1955年（昭和30年） - 葦北町立計石小学校と改称
- 1970年（昭和45年） - 芦北町立計石小学校と改称。鶴木山分校廃止。
- 2012年（平成24年）3月 - 芦北町立佐敷小学校へ統合